# بيت جن
بيت جن (بالعبريّة: בֵּיתּ גַ'ן) هي قرية عربيَّة درزية تقع ضمن أراضي الجليل الأعلى، وتقع إداريًا في المنطقة الشمالية شمال فلسطين المحتلة، وعلى ارتفاع 930 - 1030 مترًا فوق سطح البحر، وهي اعلى قرى إسرائيل. مناخها غالباً بارد نسبة لارتفاعها وفي فصل الشتاء تتساقط فيها الثلوج. وتمتد مساحتها على 9,079 دونم من الأراضي، وهذا ما يعادل حوالي 50% من الأراضي الأصلية لسكان لقريه، حيث أن باقي الأراضي صودرت تدريجياً من عام 1948 حتى يومنا هذا من قبل دولة إسرائيل.
ويبلغ عدد سكان قرية بيت جن تقريبا: 15,000 نسمة.

## تاريخ
بيت جان هو موقع قرية قديمة على قمة تل، وتم إعادة استخدام الحجارة القديمة في منازل القرية، كما تم العثور على خزانات ومقابر منحوتة في الصخور.
في عصر الصليبيين كان تُعرف باسم بيتيجن. في عام 1249، قام لورد قيسارية جون أليمان بنقل الأرض، بما في ذلك المنازل الريفية في بيت جن وساجور ومجد الكروم ونحف إلى فرسان تيوتون.
وفقًا للأسطورة المحلية، عاشت العائلات الدرزية في المنطقة في مستعمرات متناثرة في التلال بالقرب من مصادر المياه حتى القرن الثالث عشر أو الرابع عشر. عثر صيادان يبحثان عن الوبريات على كهف حيث عُثر على خزان قديم مملوء بالماء. أدى هذا إلى أن يصبح مكانًا جيدًا للسكن فيه، حيث استقرت عدة أسر في موقع ما أصبح يُعرف باسم بيت جن.

### الحقبة العثمانية
في عام 1517 تم دمج القرية في الدولة العثمانية مع بقية فلسطين، وفي عام 1596 ظهرت بيت جن في سجلات الضرائب العثمانية على أنها قرية تقع في ناحية في عكا تحت لواء صفد. كان عدد سكانها 102 أسرة وحوالي خمسة عزاب، جميعهم من المسلمين. وكان يدفعون ضرائب على غزل الحرير، والعائدات العرضية، والماعز وخلية النحل، ومعصرة زيت الزيتون والمكبس لشراب العنب.
في أغسطس من عام 1754، زار المبشر المسيحي ستيفان شولز القرية. وأشار إلى أن السكان أنتجوا جلودًا مائية، ووصف عناقب المنطقة بأنها كبيرة جدًا وجميلة.
وصف العالم التوراتي الأمريكي إدوارد روبنسون بيت جن بأنها «قرية كبيرة جيدة البناء» في عام 1852، وتضم منازل مصنوعة من الحجر الجيري. وأشار أنه كان هناك 260 من الذكور، جميعهم من الموحدون الدروز، يسكنون في القرية. في عام 1875، قام المستكشف الفرنسي فيكتور جويرين بزيارة القرية التي أطلق عليها اسم بيت جن. وقدَّر أنه كان لديه مائتي شخص، جميعهم من الموحدون الدروز. وأشار كذلك إلى أنه «منذ بضع سنوات كان القرية أكبر بكثير، كما هو مُوضح من قبل المنازل المهجورة التي بدأت في الانهيار. وقيل لي إن شاغليها قد فروا إلى حوران هرباً من التجنيد الإجباري». في عام 1881، وصف صندوق استكشاف فلسطين بيت جن بأنها قرية جيدة مبنية من الحجر، تضم حوالي 300 مسلم وحوالي 100 درزي، وحدائق واسعة ومزارع من الكروم.
أظهرت قائمة سكانية من عام 1887 أن بيت جن تضم حوالي 1,215 نسمة؛ جميع من الموحدون الدروز.

### الإنتداب البريطاني

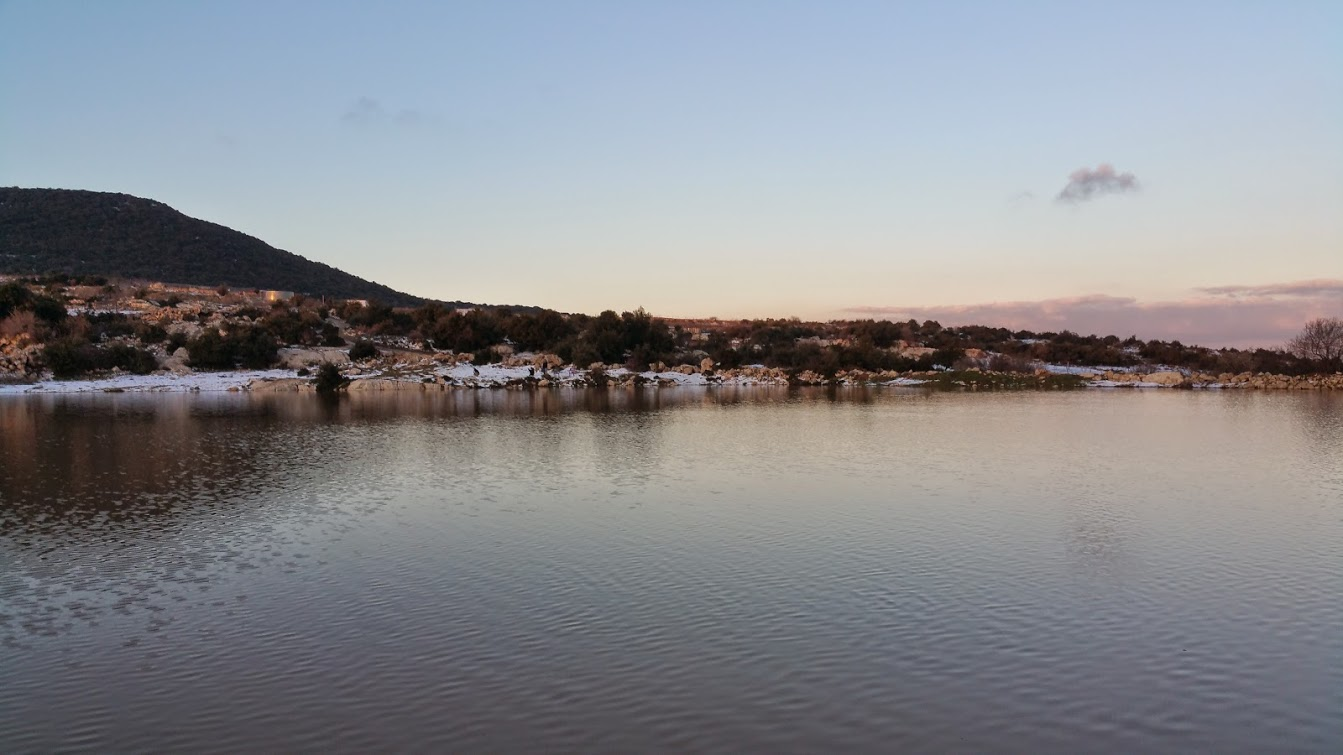
بركة بيت جن.

في تعداد فلسطين عام 1922 الذي أجرته سلطات الأنتداب البريطاني، كان عدد سكان بيت جن حوالي 902 نسمة: منهم ستة مسلمين، ومسيحي واحد وحوالي 895 درزي؛ والمسيحي الوحيد كان من الطائفة الأنجليكانية. في تعداد فلسطين 1931، ضمت بيت جن حوالي 229 منزلاً محتلًا وبلغ عدد سكانها 1,100 درزي ومُسلم واحد.
في إحصائيات عام 1945، بلغ عدد سكان بيت جن وقرية عين الأسد حوالي 1,640 نسمة، وتم تصنيف جميع السكان على أنهم «آخرون» (أي الدروز)،  والذين كان يملكون 43,550 دونم من الأراضي وفقًا لمسح رسمي للأراضي والسكان. كان 2,530 دونم من الأراضي المزروعة والأراضي القابلة للري، وحوالي 7,406 دونم كانت تُستخدم للحبوب، في حين تم بناء 67 دونم من الأراضي (الحضرية).

### دولة إسرائيل
في سبتمبر من عام 1991، أُعيدت جثة سمير أسعد، وهو جندي في الجيش الإسرائيلي من بيت جن، والذي كان محتجز منذ عام 1983 من قبل الجبهة الديمقراطية لتحرير فلسطين، في مقابل إعادة إسرائيليين منفيين من الجبهة الديمقراطية لتحرير فلسطين.
في يوليو عام 2006، خلال حرب لبنان الثانية، أصيبت بيت جن بصواريخ كاتيوشا التي أطلقها حزب الله. وأدّى قطع الأشجار غير القانوني في محيط بيت جن إلى صراعات مع مسؤولي الحديقة والحراس.
في عام 2017 نما عدد السكان بمعدل نمو سنوي بلغ 1.3%. وكانت في المرتبة الثالثة من أصل عشرة في المؤشر الاجتماعي-الاقتصادي في عام 2015. وبلغت نسبة المؤهلين للحصول على شهادة الثانوية العامة أو البجروت بين طلاب الصف الثاني عشر بين عام 2016 وعام 2017 حوالي 92.4%. وكان متوسط الراتب الشهري للسكان في نهاية عام 2016 هو 6,338 شيكل جديد بالمقارنة مع المتوسط الوطني حوالي 8,913 شيكل جديد.

## الجغرافيا والمناخ
يتمتع بيت جن بمناخ بارد، حتى في فصل الصيف، ويوفر مناظر بانورامية تمتد حتى بحر الجليل والبحر الأبيض المتوسط في يوم صافٍ. تدير العديد من العائلات في القرية مرافق للمبيت والإفطار. وتقع القرية داخل محمية جبل ميرون الطبيعية.

## معالم

### معالم دينية

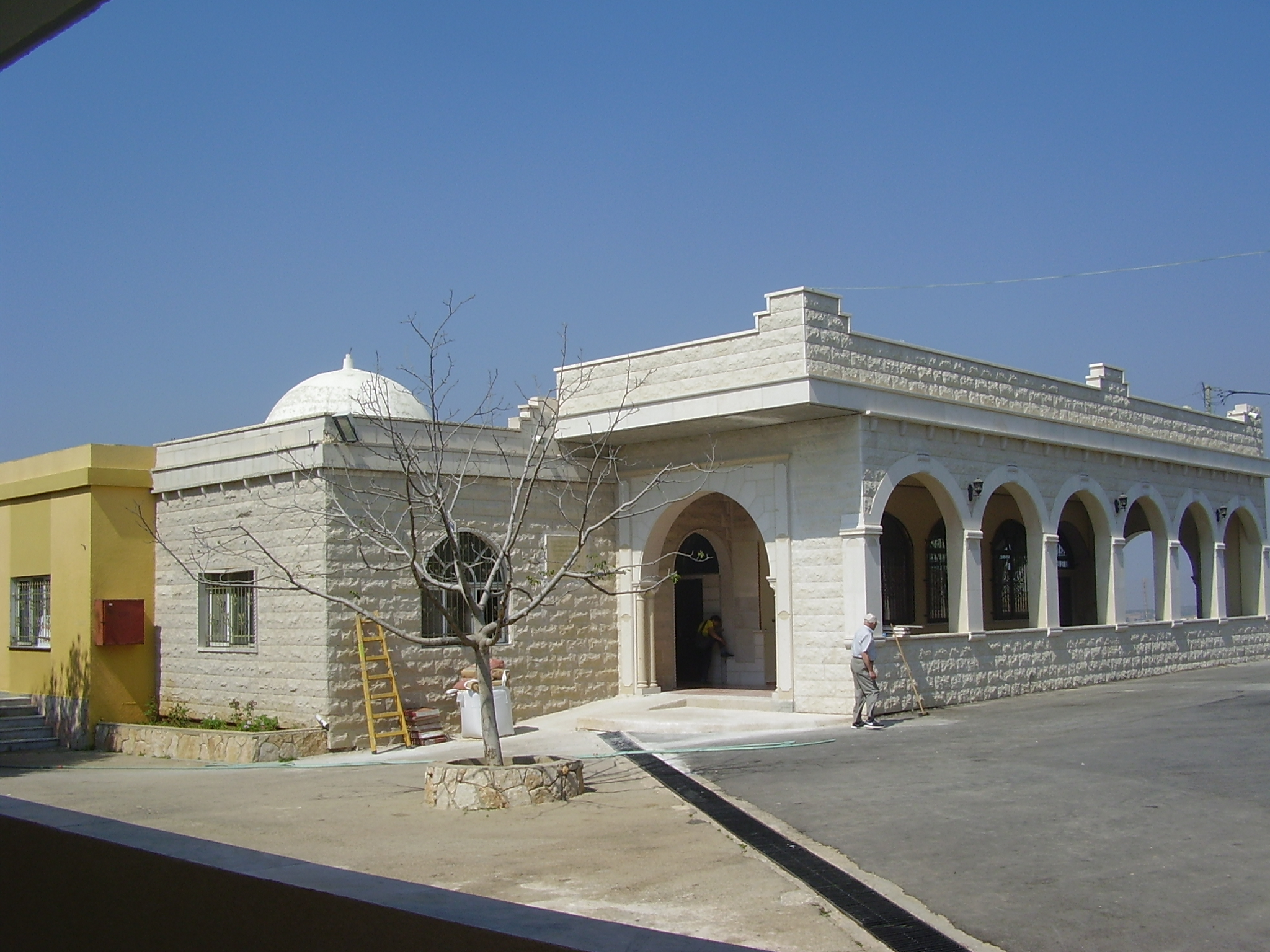
مقام بهاء الدين.

تضم القرية على ثلاث خلوات، وفي أحد جبال القرية تقع مغاره ومقام النبي بهاء الدين، وهو أحد الأنبياء المقدسين عند الطائفة الدرزية. والذي يُقام على شرفه زياره من قبل مشايخ الطائفة المعروفية إلى المقام في ال25 من شهر يوليو.
ومن المعالم العلمية والسياحية: مختبرات د. دبور والتي تمزج التراث القديم بعلوم الحاضر ويزورها الكثيرون للاستشارة والتعرف على فطنة الجداد وطرق الوقاية من الامراض وعلاجها وخاصة المراض الخارجية مثل الجلد والشعر.

## ديموغرافيا
في عام 2017 قُدر أعداد السكان في بيت جن بحوالي 11,714 نسمة، وعدد السكان يزداد حاليًا بنسبة 1.7% سنويًا؛ وبلغ عدد السكان في نهاية عام 2021 12307 نسمة  معظم سكان بيت جن من أتباع المذهب التوحيدي الدرزي، وفي عام 2018 ضمت بيت جن على رابع أكبر تجمع درزي في إسرائيل بعد مدينة دالية الكرمل ويركا والمغار. وشكل الموحدون الدروز حوالي 100% من مجمل السكان. ومن العائلات الدرزيّة في البلدة: حرب، وزيدان، وشاهين، وصلالحة، وطافش، وغانم، وقبلان، وقزامل، وقيس، ونفّاع، ووهبة، وعلي وغيرها.

## التعليم
في عام 2013، حصدت مدرسة بيت جن الثانوية المرتبة الأولى في البلاد من حيث عدد الطلاب المتخرجين مع شهادة الثانوية العامة «البجروت». بحسب احصائيات دائرة الاحصائيات لعام 2021 بلغ عدد التلاميذ في مدارس القرية 2317 تلميذ. يوجد 4 مدارس في القرية لكل مرحلة تعليمية. نسبة الطلاب الحاصلين على شهادة البجروت لعام 2021 في القرية هي 97.7%. بلغت نسبة الطلاب المتسربين في القرية 0.41% من عدد طلاب القرية. وبلغت نسبة الاكادميين 3.7%. 

## روابط خارجية
- Dr Dabour Ltd - www.drdabour.com
- بيت جنّ ترحب بكم
- Survey of Western Palestine, Map 4: IAA, Wikimedia commons